# Кубок обладателей кубков КАФ 1999
Кубок обладателей кубков КАФ 1999 — 25-й розыгрыш клубного футбольного турнира КАФ. В турнире приняли участие 38 африканских клубов. Победителем во второй раз стал ивуарийский клуб «Африка Спорт».

## Предварительный раунд
Первые матчи состоялся 30 — 31 января, ответные — 14 февраля 1999 года.
| Команда 1    | Итог        | Команда 2          | 1-й матч | 2-й матч |
| ------------ | ----------- | ------------------ | -------- | -------- |
| АСДР Фатима  | 9-2         | Унион Веспер       | 6-0      | 3-2      |
| Мога 90      | 0-1         | ЛПРК Ойлерс        | 0-0      | 0-1      |
| Бата Буллетс | 4-3         | Хинца              | 4-2      | 0-1      |
| Дживан       | 1-3         | Дефенс Форс XI     | 0-0      | 1-3      |
| Марсуен      | 6-3         | Арсенал            | 5-0      | 1-3      |
| Файр Бриджед | 4-4 (2-3 п) | Сен-Мишель Юнайтед | 2-2      | 2-2      |

## Первый раунд
Первые матчи состоялись 12 — 14 марта, ответные — 26 — 28 марта 1999 года.
| Команда 1       | Итог        | Команда 2          | 1-й матч | 2-й матч |
| --------------- | ----------- | ------------------ | -------- | -------- |
| ВА Тлемсен      | 2-4         | Аль-Шат            | 1-2      | 1-2      |
| Минёр           | 1-1 (4-3 п) | ЛПРК Ойлерс        | 1-0      | 0-1      |
| ФАР             | 2-1         | Йегго              | 2-0      | 0-1      |
| Викки Туристс   | 4-1         | Ренессанс          | 4-0      | 0-1      |
| Африка Спорт    | 3-1         | Стад Мальен        | 2-0      | 1-1      |
| Симба           | 3-2         | Танзания Старз     | 2-1      | 1-1      |
| Динамо Дуала    | 3-1         | АСДР Фатима        | 3-0      | 0-1      |
| Клуб Африкэн    | 4-0         | АСФ Бобо-Диуласо   | 3-0      | 1-0      |
| Пауэр Дайнамоз  | 7-3         | Сен-Мишель Юнайтед | 6-1      | 1-2      |
| Эфиопиан Кофи   | -           | Интерстар          | -        | -        |
| Матаре Юнайтед  | 4-3         | Бата Буллетс       | 2-0      | 2-3      |
| Петру Атлетику  | 3-4         | Дрэгонз            | 2-0      | 1-4      |
| Машакене        | 3-3 (6-5 п) | Марсуен            | 2-1      | 1-2      |
| Орландо Пайретс | 9-1         | Дефенс Форс XI     | 6-0      | 3-1      |
| Аль-Масри       | 1-1 (4-3 п) | Аль-Меррейх        | 1-0      | 0-1      |
| Асанте Котоко   | 3-2         | Ндзимба            | 2-0      | 1-2      |

## Второй раунд
Первые матчи состоялись 30 апреля — 2 мая, ответные — 14 — 16 мая 1999 года.
| Команда 1       | Итог        | Команда 2      | 1-й матч | 2-й матч |
| --------------- | ----------- | -------------- | -------- | -------- |
| Минёр           | 6-0         | Аль-Шат        | 3-0      | 3-0      |
| Викки Туристс   | 0-3         | ФАР            | 0-1      | 0-2      |
| Симба           | 0-3         | Африка Спорт   | 0-1      | 0-2      |
| Клуб Африкэн    | 6-1         | Динамо Дуала   | 4-0      | 2-1      |
| Интерстар       | -           | Пауэр Дайнамоз | -        | -        |
| Дрэгонз         | 4-2         | Матаре Юнайтед | 3-1      | 1-1      |
| Орландо Пайретс | 7-5         | Машакене       | 3-1      | 4-4      |
| Асанте Котоко   | 1-1 (2-4 п) | Аль-Масри      | 1-0      | 0-1      |

## Четвертьфиналы
Первые матчи состоялись 4 — 3 сентября, ответные — 19 — 26 сентября 1999 года.
| Команда 1       | Итог | Команда 2    | 1-й матч | 2-й матч |
| --------------- | ---- | ------------ | -------- | -------- |
| Пауэр Дайнамоз  | 2-3  | Клуб Африкэн | 1-1      | 1-2      |
| Дрэгонз         | 1-3  | Аль-Масри    | 1-0      | 0-3      |
| Орландо Пайретс | 4-1  | Минёр        | 1-0      | 3-1      |
| ФАР             | 1-2  | Африка Спорт | 1-1      | 0-1      |

## Полуфиналы
Первые матчи состоялись 10 октября, ответные — 23 — 24 октября 1999 года.
| Команда 1    | Итог        | Команда 2       | 1-й матч | 2-й матч |
| ------------ | ----------- | --------------- | -------- | -------- |
| Клуб Африкэн | 4-0         | Аль-Масри       | 0-0      | 4-0      |
| Африка Спорт | 4-4 (3-0 п) | Орландо Пайретс | 3-1      | 1-3      |

## Финал
Первый матч состоялся 21 ноября, ответный — 4 декабря 1999 года.
| Команда 1    | Итог | Команда 2    | 1-й матч | 2-й матч |
| ------------ | ---- | ------------ | -------- | -------- |
| Африка Спорт | 2-1  | Клуб Африкэн | 1-0      | 1-1      |

## Чемпион
| Победитель Кубок обладателей кубков КАФ 1999 |
| -------------------------------------------- |
| Африка Спорт 2-й титул                       |